# 25 décembre 1929
Le 25 décembre 1929 est le 359e jour de l’année 1929 du calendrier grégorien. Il s’agit d’un mercredi.

## Événements
- Un décret entraîne le déclassement de la Ligne de Berck-Plage à Paris-Plage[1].

## Art et culture
- L'actrice américaine Ginger Rogers fait ses débuts à Broadway dans la comédie musicale Top Speed.

## Naissances
- Mahmoud Mestiri, diplomate et homme politique tunisien
- Jerzy Antczak, réalisateur polonais

## Décès
- Percy Alexander MacMahon, mathématicien anglais